# Lino Sentimenti
Lino Sentimenti (Bomporto, 25 giugno 1929 – Bomporto, 9 luglio 2020) è stato un calciatore italiano, di ruolo centrocampista.
Appartenente alla famiglia Sentimenti, era il cugino dei quattro fratelli Sentimenti che militarono in squadre di Serie A: Arnaldo (II), Vittorio (III), Lucidio (IV) e Primo (V), pertanto divenne noto anche come Sentimenti VI.

## Biografia

### La famiglia Sentimenti
La famiglia Sentimenti comprendeva diversi giocatori di calcio:
|  |  |                   |                   |                   |                   |                   |                   |  |  |                                                      |                                                      |                                                      |                                                      |                                                      |                                                      |                |                | Pompeo Sentimenti                                        | Pompeo Sentimenti                                        | Pompeo Sentimenti                                        | Pompeo Sentimenti                                        | Pompeo Sentimenti                                        | Pompeo Sentimenti                                        |  |  |                                                        |                                                        |                                                        |                                                        | Teodolinda Pacchioni                                   | Teodolinda Pacchioni                                   | Teodolinda Pacchioni | Teodolinda Pacchioni | Teodolinda Pacchioni                                  | Teodolinda Pacchioni                                  |                                                       |                                                       |                                                       |                                                       |                    |                    |                                                  |                                                  |                                                  |                                                  |                                                  |                                                  |               |               |               |               |               |               |  |  |  |  |
|  |  |                   |                   |                   |                   |                   |                   |  |  |                                                      |                                                      |                                                      |                                                      |                                                      |                                                      |                |                | Pompeo Sentimenti                                        | Pompeo Sentimenti                                        | Pompeo Sentimenti                                        | Pompeo Sentimenti                                        | Pompeo Sentimenti                                        | Pompeo Sentimenti                                        |  |  |                                                        |                                                        |                                                        |                                                        | Teodolinda Pacchioni                                   | Teodolinda Pacchioni                                   | Teodolinda Pacchioni | Teodolinda Pacchioni | Teodolinda Pacchioni                                  | Teodolinda Pacchioni                                  |                                                       |                                                       |                                                       |                                                       |                    |                    |                                                  |                                                  |                                                  |                                                  |                                                  |                                                  |               |               |               |               |               |               |  |  |  |  |
|  |  |                   |                   |                   |                   |                   |                   |  |  |                                                      |                                                      |                                                      |                                                      |                                                      |                                                      |                |                |                                                          |                                                          |                                                          |                                                          |                                                          |                                                          |  |  |                                                        |                                                        |                                                        |                                                        |                                                        |                                                        |                      |                      |                                                       |                                                       |                                                       |                                                       |                                                       |                                                       |                    |                    |                                                  |                                                  |                                                  |                                                  |                                                  |                                                  |               |               |               |               |               |               |  |  |  |  |
|  |  |                   |                   |                   |                   |                   |                   |  |  |                                                      |                                                      |                                                      |                                                      |                                                      |                                                      |                |                |                                                          |                                                          |                                                          |                                                          |                                                          |                                                          |  |  |                                                        |                                                        |                                                        |                                                        |                                                        |                                                        |                      |                      |                                                       |                                                       |                                                       |                                                       |                                                       |                                                       |                    |                    |                                                  |                                                  |                                                  |                                                  |                                                  |                                                  |               |               |               |               |               |               |  |  |  |  |
|  |  | Arturo Sentimenti | Arturo Sentimenti | Arturo Sentimenti | Arturo Sentimenti | Arturo Sentimenti | Arturo Sentimenti |  |  |                                                      |                                                      |                                                      |                                                      | Augusta Fregni                                       | Augusta Fregni                                       | Augusta Fregni | Augusta Fregni | Augusta Fregni                                           | Augusta Fregni                                           |                                                          |                                                          |                                                          |                                                          |  |  |                                                        |                                                        |                                                        |                                                        |                                                        |                                                        |                      |                      |                                                       |                                                       | Antonio Sentimenti                                    | Antonio Sentimenti                                    | Antonio Sentimenti                                    | Antonio Sentimenti                                    | Antonio Sentimenti | Antonio Sentimenti |                                                  |                                                  |                                                  |                                                  |                                                  |                                                  | Rosa Molinari | Rosa Molinari | Rosa Molinari | Rosa Molinari | Rosa Molinari | Rosa Molinari |  |  |  |  |
|  |  | Arturo Sentimenti | Arturo Sentimenti | Arturo Sentimenti | Arturo Sentimenti | Arturo Sentimenti | Arturo Sentimenti |  |  |                                                      |                                                      |                                                      |                                                      | Augusta Fregni                                       | Augusta Fregni                                       | Augusta Fregni | Augusta Fregni | Augusta Fregni                                           | Augusta Fregni                                           |                                                          |                                                          |                                                          |                                                          |  |  |                                                        |                                                        |                                                        |                                                        |                                                        |                                                        |                      |                      |                                                       |                                                       | Antonio Sentimenti                                    | Antonio Sentimenti                                    | Antonio Sentimenti                                    | Antonio Sentimenti                                    | Antonio Sentimenti | Antonio Sentimenti |                                                  |                                                  |                                                  |                                                  |                                                  |                                                  | Rosa Molinari | Rosa Molinari | Rosa Molinari | Rosa Molinari | Rosa Molinari | Rosa Molinari |  |  |  |  |
|  |  |                   |                   |                   |                   |                   |                   |  |  |                                                      |                                                      |                                                      |                                                      |                                                      |                                                      |                |                |                                                          |                                                          |                                                          |                                                          |                                                          |                                                          |  |  |                                                        |                                                        |                                                        |                                                        |                                                        |                                                        |                      |                      |                                                       |                                                       |                                                       |                                                       |                                                       |                                                       |                    |                    |                                                  |                                                  |                                                  |                                                  |                                                  |                                                  |               |               |               |               |               |               |  |  |  |  |
|  |  |                   |                   |                   |                   |                   |                   |  |  |                                                      |                                                      |                                                      |                                                      |                                                      |                                                      |                |                |                                                          |                                                          |                                                          |                                                          |                                                          |                                                          |  |  |                                                        |                                                        |                                                        |                                                        |                                                        |                                                        |                      |                      |                                                       |                                                       |                                                       |                                                       |                                                       |                                                       |                    |                    |                                                  |                                                  |                                                  |                                                  |                                                  |                                                  |               |               |               |               |               |               |  |  |  |  |
|  |  | Ennio Sentimenti  | Ennio Sentimenti  | Ennio Sentimenti  | Ennio Sentimenti  | Ennio Sentimenti  | Ennio Sentimenti  |  |  | Arnaldo Sentimenti (24 maggio 1914 - 12 giugno 1997) | Arnaldo Sentimenti (24 maggio 1914 - 12 giugno 1997) | Arnaldo Sentimenti (24 maggio 1914 - 12 giugno 1997) | Arnaldo Sentimenti (24 maggio 1914 - 12 giugno 1997) | Arnaldo Sentimenti (24 maggio 1914 - 12 giugno 1997) | Arnaldo Sentimenti (24 maggio 1914 - 12 giugno 1997) |                |                | Vittorio Sentimenti (18 agosto 1918 - 27 settembre 2004) | Vittorio Sentimenti (18 agosto 1918 - 27 settembre 2004) | Vittorio Sentimenti (18 agosto 1918 - 27 settembre 2004) | Vittorio Sentimenti (18 agosto 1918 - 27 settembre 2004) | Vittorio Sentimenti (18 agosto 1918 - 27 settembre 2004) | Vittorio Sentimenti (18 agosto 1918 - 27 settembre 2004) |  |  | Lucidio Sentimenti (1º luglio 1920 - 28 novembre 2014) | Lucidio Sentimenti (1º luglio 1920 - 28 novembre 2014) | Lucidio Sentimenti (1º luglio 1920 - 28 novembre 2014) | Lucidio Sentimenti (1º luglio 1920 - 28 novembre 2014) | Lucidio Sentimenti (1º luglio 1920 - 28 novembre 2014) | Lucidio Sentimenti (1º luglio 1920 - 28 novembre 2014) |                      |                      | Primo Sentimenti (28 dicembre 1926 - 13 ottobre 2016) | Primo Sentimenti (28 dicembre 1926 - 13 ottobre 2016) | Primo Sentimenti (28 dicembre 1926 - 13 ottobre 2016) | Primo Sentimenti (28 dicembre 1926 - 13 ottobre 2016) | Primo Sentimenti (28 dicembre 1926 - 13 ottobre 2016) | Primo Sentimenti (28 dicembre 1926 - 13 ottobre 2016) |                    |                    | Lino Sentimenti (25 giugno 1929 - 9 luglio 2020) | Lino Sentimenti (25 giugno 1929 - 9 luglio 2020) | Lino Sentimenti (25 giugno 1929 - 9 luglio 2020) | Lino Sentimenti (25 giugno 1929 - 9 luglio 2020) | Lino Sentimenti (25 giugno 1929 - 9 luglio 2020) | Lino Sentimenti (25 giugno 1929 - 9 luglio 2020) |               |               |               |               |               |               |  |  |  |  |

## Carriera

### Giocatore
Iniziò a giocare nel 1949 nel Modena, con la quale giocherà otto stagioni in Serie B, totalizzando 105 presenze e segnando 17 reti.
Dopo aver militato tra le file del Sarom Ravenna, finì la sua carriera nel Città di Castello.

### Allenatore
Dopo aver frequentato il primo corso da allenatori professionisti a Coverciano (anno 1959), venne inserito nello staff tecnico della Federazione Italiana Giuoco Calcio con la mansione di allenatore presso la Speciale Compagnia Atleti (calciatori in servizio militare) a Roma e Bologna, ove rimase ininterrottamente sino al 1999.
Nel 1993 fu allenatore della Nazionale di calcio dell'Italia militare.